# Litteraturåret 1964

## Händelser
- Februari – En rättegång inleds mot en bokhandlare i London som öppet sålt en ocensurerad pocketversion av 1700-talsromanen Fanny Hill. Han fälls för sedlighetsbrott.

### Okänt datum
- Den amerikanske poeten Ron Padgett debuterar med diktsamlingen In Advance of the Broken Arm på det lilla undergroundförlaget "C" Press i New York. Hans vapenbroder Ted Berrigan får på samma förlag ett genombrott med sitt postmodernistiska debutverk The Sonnets.

## Priser och utmärkelser
- Nobelpriset – Jean-Paul Sartre, Frankrike (tackade nej)[1]
- ABF:s litteratur- & konststipendium – Helge Åkerhielm och Katarina Taikon
- Aftonbladets litteraturpris – Göran Palm
- Bellmanpriset – Artur Lundkvist
- BMF-plaketten – Sven Edvin Salje för Dessa dina bröder
- Dan Andersson-priset – Olle Svensson
- De Nios Stora Pris – Rabbe Enckell och Peder Sjögren
- Doblougska priset – Lars Gyllensten, Sverige och Torborg Nedreaas, Norge
- Elsa Thulins översättarpris – Lorenz von Numers
- Landsbygdens författarstipendium – Stig Claesson och Åke Gullander
- Litteraturfrämjandets stora pris Boklotteriet – Alf Henrikson
- Litteraturfrämjandets stora romanpris – Walter Ljungquist
- Nordiska rådets litteraturpris – Tarjei Vesaas, Norge för romanen Isslottet
- Schückska priset – Knut Ahnlund och Ingvar Holm
- Signe Ekblad-Eldhs pris – Gustav Hedenvind-Eriksson
- Stig Carlson-priset – Urban Torhamn
- Svenska Akademiens översättarpris – Sven Barthel
- Svenska Dagbladets litteraturpris – Peder Sjögren för Elis
- Tidningen Vi:s litteraturpris – Sara Lidman, Astrid Lindgren, Stig Sjödin, Kristina Widman och Carl Johan Bernhard
- Östersunds-Postens litteraturpris – Sara Lidman
- Övralidspriset – Willy Kyrklund

## Nya böcker

### 0 – 9
- 1914 av Jan Olof Olsson[2]

### A – G
- Bestiarium av Harry Martinson och Björn von Rosen
- Bildade människor av Sandro Key-Åberg
- Ett karibiskt mysterium av Agatha Christie
- Dag som ovan av Folke Fridell
- Den saliga osäkerheten av Anna Greta Wide
- Den vita stenen av Gunnel Linde
- Det heliga landet av Pär Lagerkvist
- Det växer inga rosor på Odenplan av Per Wahlöö[2]
- Ett land i mörker av V.S. Naipaul
- Familjeliv av Göran Tunström
- Furia av Gösta Friberg (debut)
- Glasblåsarens barn av Maria Gripe
- Hägringar i handen av Artur Lundkvist

### H – N
- Kalle och chokladfabriken av Roald Dahl
- Klasskämpen av Svante Foerster[2]
- Kungens Karin av Martin Perne
- Levande och döda av Birgitta Trotzig
- Livsdagen lång av Eyvind Johnson
- Magnetisörens femte vinter av P.O. Enquist
- Man lever bara två gånger av Ian Fleming
- Med fem diamanter av Sara Lidman
- Minns du den stad av Per Anders Fogelström
- Mord på 31:a våningen av Per Wahlöö[2]
- Nihilistiskt credo av Lars Gyllensten

### O – U
- Orden av Jean-Paul Sartre
- Polyfem förvandlad av Willy Kyrklund[2]
- Sagolik av Sandro Key-Åberg
- Samtida bekännelser av en europeisk intellektuell av Jan Myrdal[2]
- Skam av Bosse Gustafson
- Texter i snön av Artur Lundkvist
- Trappan av Werner Aspenström
- Trasmattan, självbiografi av Bo Bergman

### V – Ö
- Vi på Saltkråkan av Astrid Lindgren[3]
- Våra torsdagar, pjäs av Ulla Isaksson
- Wennerström, spionen av H.-K. Rönblom

## Födda
- 28 februari – Lotta Lotass, svensk författare, litteraturvetare och ledamot av Svenska Akademien.
- 7 mars – Bret Easton Ellis, amerikansk författare.
- 16 mars – Sören Olsson, svensk barn- och ungdomsförfattare[4].
- 20 mars – Lina Ekdahl, svensk författare.
- 15 april – Johanne Hildebrandt, svensk författare.
- 9 juni – Martina Haag, svensk skådespelare, krönikör och författare.
- 14 juni – Torbjörn Flygt, svensk författare.
- 22 juni – Dan Brown, amerikansk författare.
- 3 juli – Joanne Harris, brittisk författare.
- 24 juli – Banana Yoshimoto, pseudonym för Mahoko Yoshimoto, japansk författare.
- 26 juli – Anne Provoost, belgisk nederländskspråkig författare.
- 26 juli – Carl-Johan Vallgren, svensk författare och musiker.
- 19 september – Yvonne Vera, zimbabwisk författare.
- 24 september – Karin Smirnoff, svensk författare.
- 9 oktober – Lars Mikael Raattamaa, svensk författare.
- 27 oktober – Dawit Isaak, svensk-eritreansk journalist, författare och dramatiker.
- 7 november – Kennet Klemets, svensk författare och översättare.

## Avlidna
- 5 maj – Elis Elmgren, 52, svensk författare och fotograf.
- 3 juni – Frans Eemil Sillanpää, 75, finländsk författare, nobelpristagare 1939.
- 19 juli – Olavi Paavolainen, 60, finländsk författare.
- 5 augusti – Moa Martinson, 73, svensk författare.
- 12 augusti – Ian Fleming, 56, brittisk författare.
- 10 oktober – Konrad Bayer, 31, österrikisk författare.
- 29 november – Anne de Vries, 60, nederländsk författare.

### Fotnoter
1. ↑  ”Nobelpriset i litteratur”. https://www.nobelprize.org/prizes/lists/all-nobel-prizes-in-literature/. Läst 20 mars 2011.
2. 1 2 3 4 5 6  Gradvall, Nordström, Nordström, Rabe, Jan, Björn, Ulf, Anina. Tusen svenska klassiker. Norstedts Förlagsgrup. Läst 12
3. ↑  ”Astrid Lindgren”. http://www.astridlindgren.se/verken/bocker/textbocker?page=1. Läst 21 mars 2011.
4. ↑  Anders och Sören  Arkiverad 10 mars 2012 hämtat från the Wayback Machine.